# ヤマガタダイカイギュウ
ヤマガタダイカイギュウ（学名：Dusisiren dewana）は、海牛目ジュゴン科ドゥシシレン属（ドシシーレン属）に分類される化石哺乳類である。中新世後期の日本近海に生息していた。種小名は、出羽山地でタイプ標本が発見されたことを踏まえ、出羽国に由来する。

## 形態
体長は約3.8ｍ、胴回り3.5m程度と推定され、直系の祖先とされる中新世中期のヨルダンカイギュウとほぼ同等のサイズである。第四紀に出現し体長10m近くに至るまで急速に大型化したステラーカイギュウ属とは一線を画する。他のダイカイギュウたちと同様に浅瀬の海藻類を食べていたものと考えられる。

## 歴史
本種のタイプ標本は、1978年の夏休みに大江町立左沢小学校の児童2名が最上川の河床で発見した。2学期始業時に児童から話を聞いた学校が山形県立博物館に通報し、発掘が行われ鑑定されることとなった。
本種は新第三紀中新世後期の本郷層橋上砂岩部層上部から発見された。部層上部は斜交層理が発達した凝灰質砂岩の乱流堆積物であり、層厚は約90mである。
新生代にテチス海から各地の海に放散したジュゴン目は、中新世以降の寒冷化により生息域を大幅に縮めたが、一部の種は大型化により寒冷の海への適応を果たしダイカイギュウとなった。しかし、温暖の海の柔らかい藻をむしり取るための歯は、寒冷の海のコンブなどの褐藻には文字通り歯が立たず、適応の過程で歯を失い代わりに藻を噛みちぎるための鋭い口吻を発達させた。また、積雪した陸上の移動に有用性の低い前肢が退化した。
20世紀初には、ダイカイギュウの祖先と目されるヨルダンカイギュウ( D. jordani, 1925年新種記載 )が発見されていたが、小型で歯や前肢もそろったヨルダンカイギュウからステラーカイギュウに進化する過程の中間種が見つかっていなかったことから、ミッシングリンクとみなされていた。歯は残存しているものの前肢の退化が進んだヤマガタダイカイギュウは、まさにこの間隙を埋める化石であった。
1982年には、古カイギュウ研究の権威であったハワード大学のダリル・ドムニングが来日して正式な鑑定を行った結果、山形県立博物館の高橋静夫が、ドムニング、山形大学の斎藤常正とともに1986年に新種として記載した。
1978年にアメリカ西海岸で発見されたクエスタカイギュウの化石とともに、第四紀部分のミッシングリンクを埋め、ダイカイギュウからステラーカイギュウへの進化の過程を明らかにした。

## その他
山形県教育委員会は、1992年8月28日にタイプ標本を県指定文化財の天然記念物に指定している。
大江町は、1986年に新種記載を記念して復元模型を400万円かけて作成し、町民公募の上「プクちゃん」という愛称がつけられた。長年にわたり大江町中央公民館(愛称は中公)に設置された当時の海をイメージした展示空間にドムニング博士直筆の鑑定書や説明板と共に展示され、多くの町民に親しまれてきた。2015年、建物の老朽化により解体され、プクちゃんは撤去された。新設された大江町中央公民館と大江町立図書館の愛称が公募され、その名は「ぷくらす」に受け継がれた。
新しくなった施設内にプクちゃんがいないことを残念がる声と共に、複数の地元有志や事業者によってクッキー、缶バッジ、ご当地ヒーロー憑身シェイガーのモチーフになるなど、地域住民からの復活を望む声が絶えなかった。2016年に行われた地域イベントでスポットが当てられたことをきっかけに山形県立博物館と再度繋がりができ、山形県立博物館の特別展に貸し出された末、現在は大江町民ふれあい会館ロビーで展示されている。
その後、絵本、大江町営バスのバス停のデザイン、小学校新1年生向けのランドセルカバーに採用されるなど、若年層や子育て世代への人気が高まっている。